# Décès en 1108
Décès
- 1104
- 1105
- 1106
- 1107
- 1108
- 1109
- 1110
- 1111
- 1112

Cette page dresse une liste de personnalités mortes au cours de l'année 1108 :
- 4 janvier : Gertrude de Pologne, souveraine consort de la Russie kiévienne.
- 31 janvier : Nikita de Novgorod, Nicétas, évêque de Novgorod.
- février[1] : Tamim ben al-Muizz, souverain de la dynastie des Zirides d'Ifriqiya.
- 7 mars : Gondulf de Rochester, évêque de Rochester.
- 18 mars : Abe no Munetō, samouraï du clan Abe durant l'époque de Heian de l'histoire du Japon.
- 26 mars : Guillaume de Rots, abbé de la Trinité de Fécamp.
- mai : Martín Flaínez (en), aristocrate du royaume de León.
- 21 mai : Gérard, évêque d'Hereford puis archevêque d'York et probablement chancelier du royaume durant les règnes de Guillaume le Conquérant et de Guillaume le Roux.
- 8 juillet : Gui d'Amalfi, duc normand d'Amalfi, membre de la Maison de Hauteville.
- 29 juillet : Philippe Ier, roi des Francs.
- 15 novembre : Enrico Contarini (en), évêque de Castello.

- Gérard Ier de Vaudémont, premier comte de Vaudémont.
- Gervais de Bazoches, prince de Galilée et de Tibérias.
- Gui Ier de Rochefort, ou Gui de Montlhéry dit le Rouge, comte de Rochefort, seigneur de Chevreuse, de Châteaufort, de Gournay-sur-Marne  et de Crécy-en-Brie.
- Hamelin II de Montoire, seigneur de Langeais et de Montoire.
- Injo, artiste sculpteur japonais.
- Nikita de Novgorod, ou Nicétas, évêque de Novgorod.
- Raoul (en), second comte normand de Montescaglioso.
- Urse d'Abbetot, shérif du Worcestershire.
- Wang (en), impératrice consort de la dynastie Song.

date incertaine (vers 1108)
- García Álvarez (en), alférez (en) de la cour d'Espagne.
- Saint Gonzalo (en), évêque de Mondoñedo.
- Grégoire III (en), comte de Tusculum.
- Veera Ballala I (en), roi des Hoysala (Inde).

## Crédit d'auteurs
- Cet article est partiellement ou en totalité issu de l'article intitulé « 1108 » (voir la liste des auteurs).